# Alex Machacek

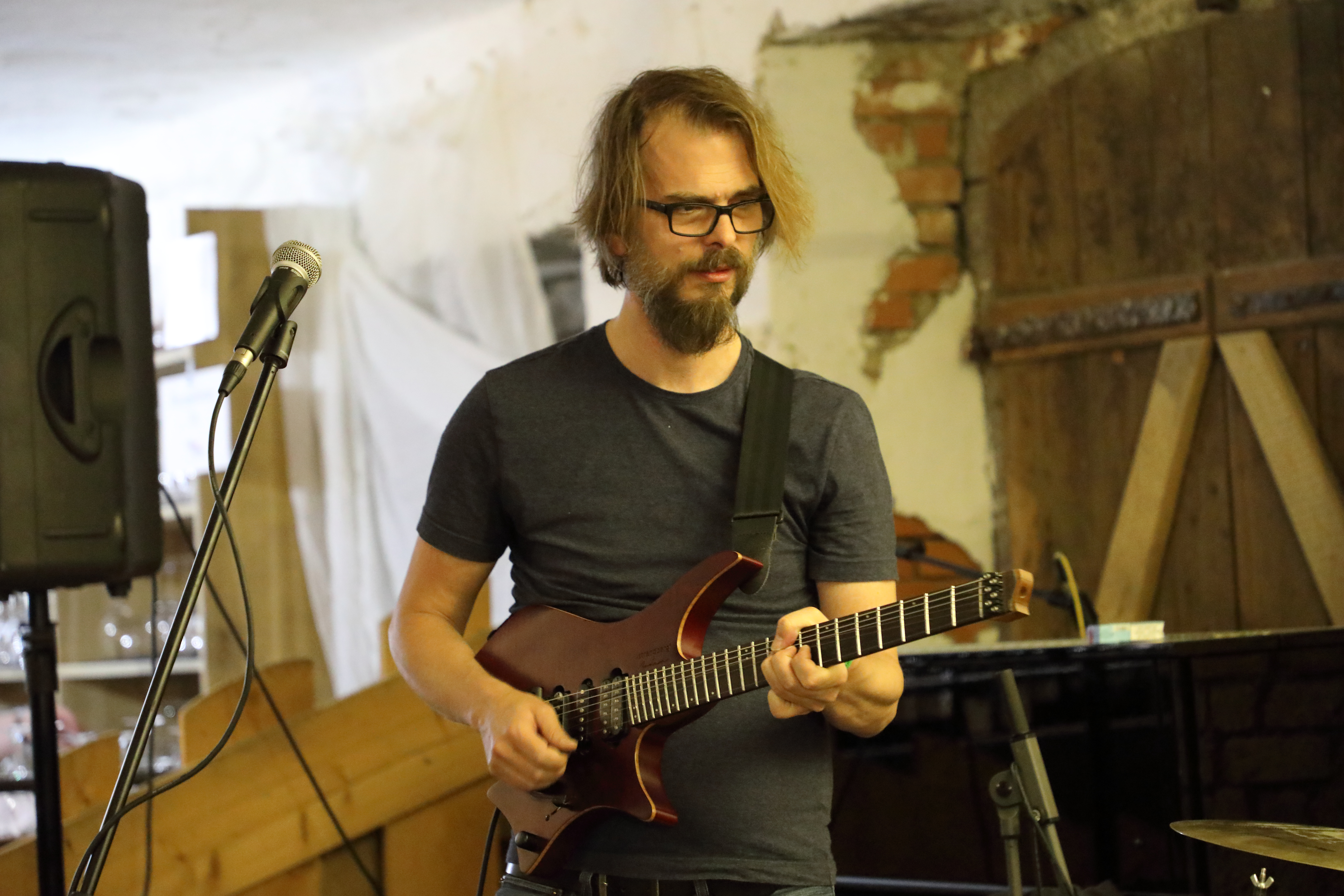
Alex Machacek mit FAT auf dem INNtöne Jazzfestival 2019

Alex Machacek (* 1. Juli 1972 in Tulln an der Donau) ist ein österreichischer, in den Vereinigten Staaten lebender Jazz- und Fusion-Gitarrist und Komponist.

## Leben und Wirken
Machacek stammt aus einer tschechischen Flüchtlings-Familie, die in den 1960er-Jahren nach Österreich kam. Er wuchs in Wien auf, wo er ab acht Jahren klassischen Gitarrenunterricht hatte. Vom Rock verlagerte sich in seiner Jugend das Interesse zum Jazz; frühe Vorbilder waren Joe Pass, Mike Stern oder John Scofield. Mit 16 Jahren besuchte er das Wiener Konservatorium und studierte Jazzgitarre und trat daneben mit verschiedenen Gruppen im Spektrum von Dixieland Jazz, der Singer-Songwriter-Szene bis zu Pop-Coverbands auf. Unter dem Einfluss der Musik von Allan Holdsworth und Frank Zappa entwickelte er seinen Stil weiter; prägenden Einfluss hatte besonders das Trommelsolo von Terry Bozzio in Zappas „The Black Page“ vom Album Zappa in New York. 1993 besuchte er den Sommerkurs in Perugia, um anschließend am Berklee College of Music in Boston zu studieren und wieder in Wien den Abschluss in Jazz-Musikpädagogik zu erlangen.
1999 erschien sein erstes Soloalbum Featuring Ourselves und er arbeitete mit Terry Bozzio beim Wiener Jazzfestival zusammen. 2001 entstand ein gemeinsames Album mit Bozzio und dem Saxophonisten Gerald Preinfalk Delete and Roll unter der Bandbezeichnung BPM. Mit der Band ging Machacek 2002 auf zwei Europatourneen. 2003 spielten Machacek und Bozzio mit dem früheren Zappa-Bassisten Patrick O’Hearn, deren Zusammenarbeit auf der DVD Out Trio dokumentiert wurde. Seit 2004 lebt Machacek mit seiner Frau Sumitra in Los Angeles, wo er am Musicians Institute arbeitet. 2007 spielte er in dem Bandprojekt UKZ mit Eddie Jobson, dem früheren King-Crimson-Bassisten Trey Gunn, Marco Minnemann und Aaron Lippert. Mit dem Schlagzeuger Herbert Pirker und dem Bassisten Raphael Preuschl bildet er FAT - Fabulous Austrian Trio.

## Diskographische Hinweise
- BPM: Delete and Roll (Next Generation Enterprises, 2004)
- The Out Trio: Live at the Steamboat (DVD, Altitude Digital, 2004)
- [Sic] (Abstract Logix, 2006) mit Terry Bozzio
- Alex Machacek, Jeff Sipe, Mathew Garrison: Improvision (Abstract Logix, 2007)
- Alex Machacek/Neal Fountain/Jeff Sipe: Official Triangle Sessions (Abstract Logix, 2009)
- Alex Machacek/Marco Minnemann: 24 Tales (Abstract Logix, 2010)
- Gary Husband/Alex Machacek: Now (Abstract Logix, 2013)